# Station Busseau-sur-Creuse
Station Busseau-sur-Creuse is een spoorwegstation in de Franse gemeente Ahun.